# Wilhelm Schürmann-Horster
Wilhelm Schürmann-Horster, detto Willy (Colonia, 21 giugno 1900 – Berlino, 9 settembre 1943), è stato un attore, drammaturgo e regista tedesco, marxista e comunista convinto, membro della resistenza contro il regime nazista.
Studiò nella scuola di teatro di Düsseldorf. A metà degli anni trenta aderì al comunismo, nel 1934 e nel 1935 fu arrestato per agitazione politica e poi assolto per mancanza di prove. Trasferitosi a Berlino nel 1937, strinse amicizia di Cay-Hugo ed Erika von Brockdorff. Nel 1940 entrò in contatto con l'organizzazione di Resistenza gestita da Harro Schulze-Boysen e Arvid Harnack. Dopo essersi ammalato nel 1941 si trasferì a Costanza dove lavorò come drammaturgo. Nell'ottobre 1942 fu arrestato e condannato a morte dal Volksgerichtshof per "alto tradimento", "diffusione di scritti illegali" e "favoreggiamento del nemico". Fu giustiziato nella prigione di Plötzensee il 9 settembre 1943.

## Biografia
Il 2 novembre 1928 sposò l'attrice Hedda Lindner-Leuschner. Nell'ottobre 1940, sposò la sua seconda moglie Klara Harprath, insegnante di scuola elementare conosciuta sulla scena teatrale renana già nel 1923. Nell'aprile 1941 la coppia ebbe un figlio.

### Carriera
Terminati gli studi, si interessa alla recitazione. Nel 1918 iniziò a studiare nella scuola di teatro di Düsseldorf, la scuola privata Schauspielschule Düsseldorf, sotto la guida dell'attrice e regista teatrale Louise Dumont. Lasciò Düsseldorf nel 1920, mise in scena e recitò in spettacoli a tema politico in Renania. All'epoca lavorò, tra gli altri, con lo scrittore russo Maksim Gor'kij, i drammaturghi tedeschi Ernst Toller, Bertolt Brecht e Georg Kaiser. Dal 1920 al 1922, lavorò come docente presso le scuole per adulti di Remscheid ed Essen in una compagnia di recitazione nota come "Lega dei giovani attivisti". In questo periodo iniziò a pubblicare degli articoli su importanti riviste culturali e politiche.
Nel 1923 divenne membro del Partito Comunista di Germania (KPD), ma, secondo le trascrizioni del processo del 1934, ne fu escluso a causa delle sue divergenze politiche. Il 28 settembre 1924 diede vita a una compagnia di attori nota come "Junge Aktion". Dal 1926 al 1928, lavorò come attore presso la Schauspielhaus Bad Godesberg con la compagnia Notgemeinschaft Düsseldorfer Schauspieler insieme a molti membri della sua precedente compagnia. Nel 1929 divenne un convinto promotore della propaganda politica, con la compagnia Truppe im Westen mise in scena le opere del drammaturgo tedesco Friedrich Wolf. Le opere ebbero particolare successo, tanto da permettere agli attori di continuare a lavorare fino al 1932. Gli attori misero in scena le opere nei bar e nelle fabbriche per scelta, convinti che le rappresentazioni dovessero essere portate dove la gente viveva e lavorava. Intorno al 1933, fu nominato per un breve periodo regista del Klimperkasten di Düsseldorf, finché l'ascesa al potere dei nazisti non portò alla successiva chiusura del teatro. Continuò a lavorare in teatro a Bad Godesberg fino al 1935.
Il 27 settembre 1934 fu arrestato dalla Gestapo insieme a Harald Quedenfeldt, scenografo e regista teatrale, e a Rudy Goguel. Wilhelm conobbe Quedenfeldt dal 1919 e diventò suo socio nel 1923. I genitori di Harald Quedenfeldt, Erwin ed Emma, presero Wilhelm in affidamento. In quel periodo la loro abitazione a Düsseldorf fu usata come luogo per le riunioni degli oppositori locali al nazismo. L'accusa di "alto tradimento" non poté essere provata e furono rilasciati il 29 settembre, due giorni dopo. Il 23 gennaio 1935 fu nuovamente arrestato e incriminato per "alto tradimento": anche in questo caso, non essendo state trovate prove sufficienti, fu scagionato dal tribunale di Düsseldorf, ma sia lui che Quedenfeldt furono posti sotto costante sorveglianza dalla Gestapo.
Nella primavera del 1935, Wilhelm insieme ad altri 70 comunisti, fu arrestato e incriminato dal Tribunale di Hamm, ma fu nuovamente assolto. Dal 1937 visse a Berlino lavorando occasionalmente come libero professionista nell'industria cinematografica tedesca. Scrisse la sceneggiatura Till Eulenspiegel e si occupò di questioni teoriche del dramma teatrale e dei classici tedeschi.

## Nella Resistenza

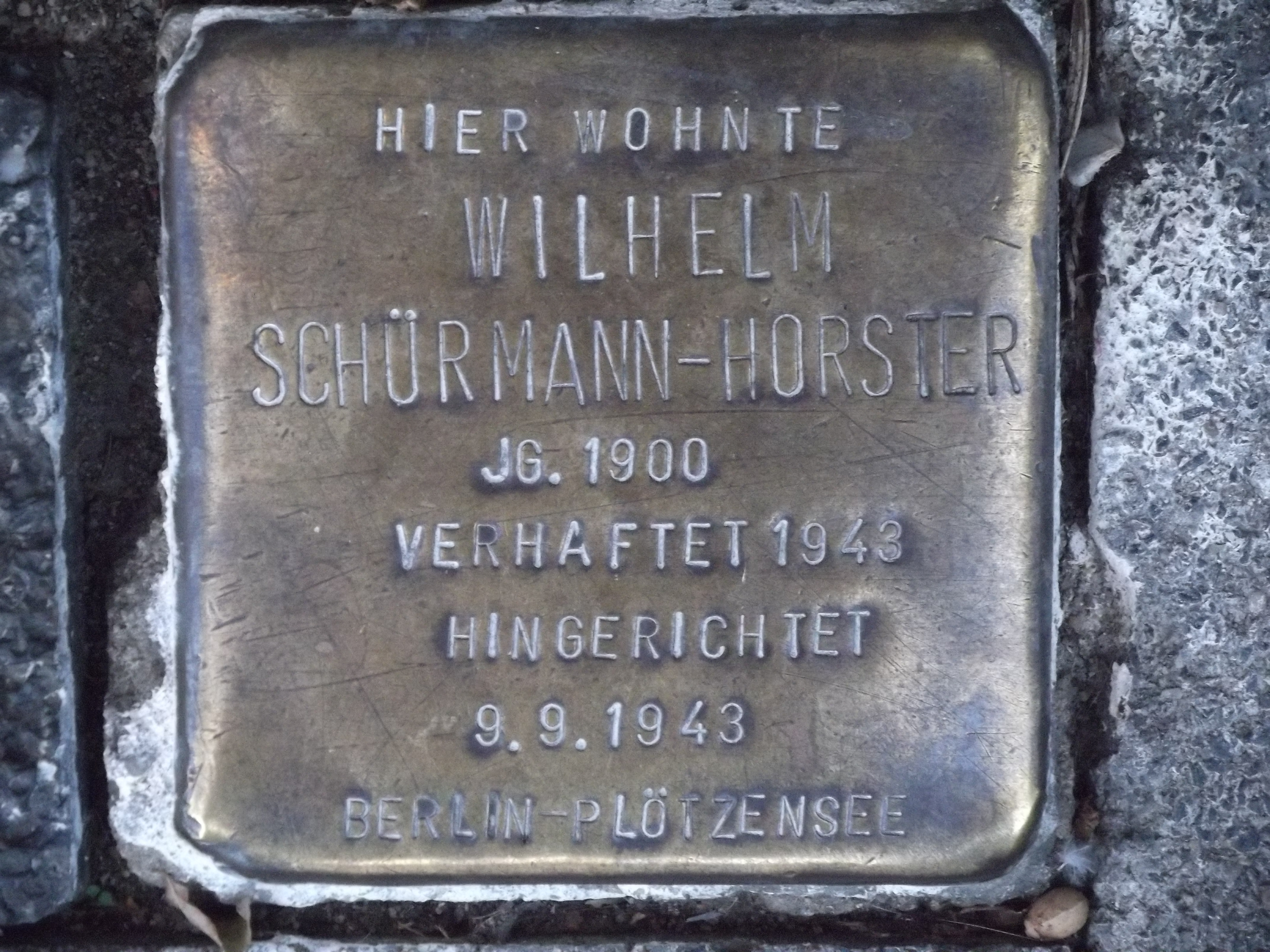
Pietra d'inciampo posta al numero 41 di Schwerinstraße a Düsseldorf. Una seconda è stata collocata all'esterno dello Stadttheater di Costanza.

Nel 1938, incontrò lo scultore Cay-Hugo von Brockdorff e sua moglie Erika von Brockdorff durante una festa tenuta nell'Accademia delle arti di Berlino. Dalla conoscenza con la coppia nacque poco dopo un nuovo gruppo di discussione. Nel 1938 si unirono a questo gruppo diverse altre persone con interessi artistici e ideologici simili: tramite Cay-Hugo, che studiò scultura con Wilhelm Gerstel, conobbe l'allieva scultrice Ruthild Hahne e anche lei entrò a far parte del gruppo; anche Hanna Berger entrò nel gruppo quando gli incontri si tenevano ancora nell'appartamento di Hahne a Wilmersdorf, dove si discuteva di arte, di libertà, di amore, di eventi politici attuali, dello sviluppo politico dello Stato nazista e di ciò che rappresentasse per loro e per il loro futuro.
Nel 1938 il gruppo incontrò i coniugi Jutta e Viktor Dubinsky tramite Cay von Brockdorff. I due erano studenti e comunisti convinti, già iscritti al Partito Comunista di Germania (KPD). Sempre nel 1938, Friedrich Schauer, un architetto che conosceva Erika von Brockdorff, iniziò a partecipare alle riunioni. Schauer, insieme a Walter Hoffmann e Willi Sänger, operava in una cellula della resistenza ed era alla ricerca di contatti a loro affini. Nel gennaio 1939 si unì al gruppo il tipografo Herbert Grasse. Più tardi, sempre nel 1939, entrò nel gruppo Karl Böhme, impiegato commerciale e membro del KPD. Sempre nel 1939, Coppi fu presentato a Schürmann-Horster attraverso un amico comune del KJVD, movimento messo al bando nel 1933, e si unì al gruppo.
Nel 1940, il gruppo entrò in contatto con Harro Schulze-Boysen e Arvid Harnack tramite Heinrich Scheel, amico di Coppi, che conosceva personalmente Harro Schulze-Boysen e che a sua volta aveva collaborato con Harnack in quello che allora era un gruppo di resistenza e che nel settembre 1940 si sarebbe poi evoluto in un'organizzazione di spionaggio con lo scopo di inviare informazioni in Unione Sovietica. Non è noto se Schürmann-Horster abbia conosciuto personalmente Harro Shulze-Boysen o Arvid Harnack, ma di certo la documentazione sopravvissuta sugli aspetti politici e sociali del teatro e sulle implicazioni filosofiche della rappresentazione artistica, creata dall'impegno professionale di Schürmann-Horster, non mostra che egli fosse coinvolto nel volantinaggio o che fosse in contatto con i servizi segreti sovietici o che svolgesse attività di spionaggio. Invece, in quel periodo lavorò all'edizione dell'opera Egmont di Goethe e del Don Carlos di Schiller per la casa editrice teatrale Die Wende, attaccando la politica culturale nazista.
Nell'ottobre o nel novembre del 1940, il gruppo decise di adottare un approccio più efficace nella resistenza invece di continuare ad essere solo un salotto da conversazione. Schürmann-Horster scelse tre persone ricalcando la stessa struttura organizzativa del KPD: un leader politico, un leader organizzativo e un leader della propaganda. Nel giro di due settimane il gruppo cambiò idea, ritenne l'impegno previsto troppo pericoloso e l'intero progetto fu abbandonato. Nel 1941, il marito di Hahne, Wolfgang Thiess, prese parte alle discussioni del gruppo: era già attivo nella resistenza, aveva lanciato dei volantini da un treno. Hans Coppi conosceva l'elettricista Eugen Neutert e lo coinvolse nel gruppo nell'autunno del 1941.

## Trasferimento a Costanza
All'inizio del 1941, Schürmann-Horster si ammalò, vivendo fuori Berlino non partecipò a nessuna delle riunioni del gruppo. Cercò di trovare lavoro non come attore ma come regista di opere classiche e, allo stesso tempo, presentò i suoi nuovi testi teatrali alle autorità del Reich, ovvero preso l'ufficio Amt Rosenberg e presso il Reichstheaterkammer, il dipartimento della Camera della Cultura del Reich. Nei testi presentati, criticò l'uso del pathos, l'idealizzazione dell'eroico e l'esagerazione dell'abissale nelle rappresentazioni dei classici; inoltre si offrì di formare una nuova compagnia di recitazione sperimentale che avrebbe riesaminato i classici, ma queste sue idee furono respinte.
Nell'autunno del 1941 Schürmann-Horster si trasferì a Costanza, a novembre ottenne un impiego come direttore e drammaturgo (in sostanza capo della propaganda) al Grenzlandtheater di Bodensee, sul Lago di Costanza, per la stagione 1941-1942. L'amico Wolfgang Müller lo raccomandò al direttore artistico Fritz Becker. All'epoca il teatro stava per essere chiuso poiché la maggior parte del personale aveva risposto alla chiamata di leva, compreso il precedente direttore artistico. Tuttavia, grazie alla vicinanza con la Svizzera e al previsto utilizzo della struttura da parte dei nazisti, gli fu ordinato di rimanere aperto. Fu responsabile dell'esame delle opere in arrivo per determinare se fossero culturalmente adatte, della presentazione delle proposte di programma e della pubblicità delle opere stesse tramite comunicati stampa, nonché della realizzazione dei libretti e della guida agli spettacoli. Tra l'ottobre 1941 e il maggio 1942 furono messe in scena 247 rappresentazioni, divise in 84 operette, 59 opere liriche, 53 commedie e 51 opere teatrali; durante il periodo trascorso a Costanza, non lavorò mai come attore.
Il 15 marzo 1942 scrisse un articolo per il Bodensee Rundschau, un quotidiano di Costanza, nel quale criticò le rappresentazioni del classico tedesco Wallenstein, affermando che avrebbero dovuto essere rappresentate con il focus sulla coscienza umana e sui problemi della società umana, non come una tragedia. Questa critica lo portò in conflitto con l'organizzazione Kraft durch Freude (KdF): fu accusato di promulgare "pratiche commerciali berlinesi-ebraiche" (in tedesco Berliner-jüdisches Geschäftsgebaren), e di offrire solo opere "logore" perché già rappresentate 25 volte o più. Il direttore Fritz Becker lo sostenne comunque, disponendo un aumento di stipendio per dimostrargli il suo appoggio. Nel giugno del 1942 fu raggiunto un accordo con la KdF sul numero di biglietti da vendere e sull'allestimento delle opere. Per proteggere gli attori dalla chiamata al fronte, Schürmann-Horster organizzò un'ulteriore stagione estiva nel 1942 dopo la fine della precedente stagione teatrale.

## Arresto
Il 29 ottobre 1942, fu arrestato a Überlingen durante il rientro da uno spettacolo e fu portato in carcere a Berlino. Schürmann-Horster era sicuro di evitare la condanna. Fritz Becker si recò a Berlino per offrirgli sostegno ma non ebbe successo. Il Tribunale del Popolo, nella causa numero "10 J 13/43g" del 20-21 agosto 1943, condannò a morte Schürmann-Horster, Neutert e Thiess. Schauer, Bölter e Dubinsky furono condannati a otto anni di prigione. Schmidt e Hahne furono condannati a quattro anni di prigione, Hempel a due anni, Hoffman a un anno di prigione e Hanna Berger fu assolta. Schürmann-Horster fu giustiziato per impiccagione il 9 settembre 1943 nella prigione di Plötzensee, con Neutert e Thiess.